# パンクティーンエイジガールデスロックンロールヘブン
『パンクティーンエイジガールデスロックンロールヘブン』は、ハトポポコによる日本の漫画作品。『まんがライフSTORIA』（竹書房）にて、vol.11（まんがライフ2015年5月増刊号）からvol.36（まんがライフ2019年7月増刊号）まで連載されていた。略称はPTAGDRH、DTGDRRH、パンクティーン。
ロックバンド活動をしているハナコ・ヒロミ・アキコの3人が、共同で生活する部屋の中で、何がロックなのかを語ったり、「ロックなこと」にチャレンジしたりしようとするが、無計画で方向性の間違った行動である場合が多く、大抵は徒労に終わる。主に3人の会話は部屋で行われ、バンド活動の様子はほとんど描かれない。

## 登場人物
バンドグループごとに紹介する。

### パンクティーンエイジガールデスロックンロールヘブン（PTGDRRH）
ハナコ
ショートで両側が短めのツーサイドアップになっている26歳の女性。いつも「ロックンロール」と書かれたTシャツを着ており、「ロック」を求めて毎回突飛な行動をする。
ヒロミ
髪をメッシュのように染めている26歳の女性。いつも右胸に☆の付いているシャツを着ている。喫煙所でアイスやヨーグルトを食べるなど、ハナコと同様に突飛な言動が多い。他グループのLISAに憧れており、彼女が3人の部屋へ来た時はベッドや風呂に一緒に入りたがるほどであった。
花形アキコ
ショートで黒髪の26歳の女性で、いつも黒いワンピースを着ている。3人の中では一番地味で大人しいように見えるが、実はあらゆる面で他の二人を凌駕する実力や経験値の持ち主である。ハナコやヒロミが肝を冷やすような発言や行動が多く、さまざまな人と交際経験がある。男性とも女性とも寝たことがあるという発言からバイセクシャルであることがうかがえ、LISAとも一時期付き合っていた。また、PTGDRRHの作曲を担当している。

### カニンプ
LISA（リサ）
上記3人とは別のバンドグループ「カニンプ」の女性メンバー。窓を割ってハナコたちの部屋に不法侵入するなどアウトローな言動が目立つが、ヒロミが憧れているロッカーでもある。ハナコの高校時代の先輩でもある。

### マリネ（MARINE）
PTGDRRHが対バンしたことのあるバンドで、ミツキ、カオル、他1名の三人組。

## 単行本
- 『パンクティーンエイジガールデスロックンロールヘブン』
  1. 第1巻：2017年1月30日発売 ISBN 978-4-8019-5740-4
  2. 第2巻：2019年7月30日発売 ISBN 978-4-8019-6697-0